# Осакі Йосіхіко
Осакі Йосіхіко (27 лютого 1939 — 28 квітня 2015) — японський плавець.
Медаліст Олімпійських Ігор 1960 року.